# Zeriassa lepida
Espèce
Zeriassa lepida est une espèce de solifuges de la famille des Solpugidae.

## Distribution
Cette espèce se rencontre en Tanzanie et en Somalie.

## Description
Le mâle décrit par Roewer en 1933 mesure 15 mm.

## Publications originales
- Kraepelin, 1913 : Neue Beiträge zur Systematik der Gliederspinnen. III. B. Die Skorpione, Pedipalpen und Solifugen Deutsch-Ostafrikas. Mitteilungen aus dem Naturhistorischen Museum in Hamburg, vol. 30, p. 167-196 (texte intégral).